# Maximilian Kern

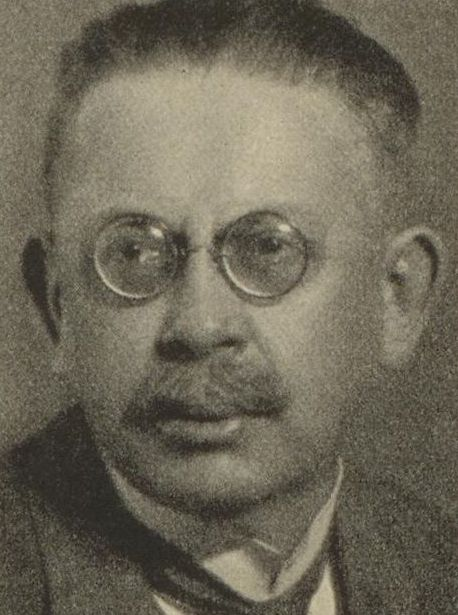
Maximilian Kern

Maximilian Kern (Pseudonym: Beowulf, * 5. Mai 1877 in Böhmisch Wiesenthal; † um 1945 in Berlin) war ein deutscher Journalist und Schriftsteller. 

## Leben
Maxmilian Kern war Anfang des 20. Jahrhunderts Mitarbeiter der Jugendzeitschrift "Der Gute Kamerad", schrieb aber zugleich auch für die Jugendbuch-Reihe Das Neue Universum. Später war er im Ullstein-Verlag tätig; bis 1929 wirkte er dort als Chefredakteur der Zeitschrift "Koralle". Kern veröffentlichte ab 1905 eine Reihe von exotischen Abenteuerbüchern für Jungen, die in der "Kamerad-Bibliothek" des Stuttgarter Union-Verlags erschienen. Diese Bücher erreichten hohe Auflagen und erschienen teilweise – in bearbeiteter Form – bis in die 1950er Jahre. Maximilians Kerns erfolgreichstes Werk ist das 1908 erschienene Bastelbuch Selbst ist der Mann, das später mit dem Mitautor Oskar Grissemann bis 1931 bis zur 53. Auflage erschien.

## Publikationen
- F.E.R.T. Foemina erit ruina tua. Wien 1898.
- unter dem Pseudonym Beowulf: Das Haus Habsburg und seine deutschen Unterthanen München 1902.
- Das Auge des Fo. Stuttgart 1905.
- unter dem Pseudonym Beowulf: Der deutsch-englische Krieg. Vision eines Seefahrers Berlin 1906.
- Im Labyrinth des Ganges. Stuttgart 1907.
- Selbst ist der Mann. Stuttgart 1908.
- In der Wildnis des Gran Chaco. Stuttgart 1909, online
- Unter der Klaue des Drachen, Stuttgart [u. a.] 1909
- Das Erbe des Pharao. Stuttgart 1910.
- Der Quecksilbersee. Das Neue Universum Band 32 S. 1 ff., 1911.
- Photographische Vergrößerungen und Projektion. Stuttgart 1914.
- Der Zwingherr von Celebes. Stuttgart 1914.
- Ich hatt' einen Kameraden. Stuttgart 1915.
- Der fahrende Schüler. Einsiedeln 1916.
- Unter Mongolen und Wilden. Stuttgart 1917.

## Herausgeberschaft
- Das Licht des Ostens. Stuttgart 1922, online

## Übersetzungen
- Naian Shi: Wie Lo-Ta unter die Rebellen kam. Leipzig 1904.